# 원인 없는 마음
원인 없는 마음(팔리어: ahetukacittāni, ahetuka citta, 영어: rootless consciousness) 또는 욕계의 원인 없는 마음은 특히 상좌부의 교학과 아비담마에서 사용하는 용어로, 그 자체로서는 새로운 과보를 일으키는 힘이 없는 과보로서의 마음들과 그 자체로서는 작용만 할 뿐 새로운 과보를 일으키지 않는 마음들을 합한 다음의 3종류의 총 18가지의 욕계 마음을 말한다.
- 원인 없는 해로운 과보의 마음 7가지
- 원인 없는 유익한 과보의 마음 8가지
- 원인 없는 작용만 하는 마음 3가지

원인 없는 마음은 다음의 분류 또는 체계에 속한다.
- 욕계 · 색계 · 무색계 · 출세간에 속한 총 89가지 마음 또는 총 121가지 마음
  - 욕계 마음 54가지[3]
    - 욕계의 해로운 마음  12가지, 즉, 욕계의 불선(不善)한 마음 12가지
    - 욕계의 원인 없는 마음 18가지, 즉, 욕계의 무기(無記)의 마음 18가지
    - 욕계의 아름다운 마음 24가지, 즉, 욕계의 선(善)한 마음과 선에 귀속시킬 수 있는 무기의 마음을 합한 24가지

## 용어
'해로운 과보'는 과보가 해롭다 즉 과보가 불선하다 즉 '과보 그 자체가 다시 해로운 업을 쌓아 현세와 미래에 나쁜 과보를 가져온다'는 뜻이 아니며, 불선한 업 즉 해로운 업에 의해 생겨난 나쁜 과보라는 뜻이다. 나쁜 것은 그 자체로서는 선(유익함)이나 불선(해로움)이 아니며 무기(유익하지도 해롭지도 않음)이다.
'유익한 과보'는 과보가 유익하다 즉 과보가 선하다 즉 '과보 그 자체가 다시 유익한 업을 쌓아 현세와 미래에 좋은 과보를 가져온다'는 뜻이 아니며, 선한 업 즉 유익한 업에 의해 생겨난 좋은 과보라는 뜻이다. 좋은 것은 그 자체로서는 선(유익함)이나 불선(해로움)이 아니며 무기(유익하지도 해롭지도 않음)이다.
'원인 없는 마음'이란 아무런 원인도 없이 우연히 생겨난 마음을 뜻하는 것이 아니며, 다음 두 가지를 뜻한다.
- 인과법칙(업과 업의 과보)에 따라 생겨난 결과로서의 마음들은 그것이 좋은 것이건 나쁜 것이건 좋지도 나쁘지도 않은 것이건 결과로서만 존재할 뿐 그 자체로서는 새로운 결과를 낳는 원인인 업을 쌓는 힘(선함과 불선함 즉 유익함과 해로움)을 가지지 않는다.

달리 말해, 과보로서의 마음들은 '뿌리[根]' 즉 탐 · 진 · 치의 3불선근(三不善根)이나 무탐 · 무진 · 무치의 3선근(三善根)을 가지지 않는다.

보다 정확히 말하자면, 크게 보아 모든 과보로서의 마음은 무기이지만, 과보로서의 마음 중에서 아주 좋은 것은 그 안에 3선근을 가지고 있어서 새로운 선한 업을 더 쉽게 쌓을 수 있게 하고 그 결과 더 좋은 과보가 나타나게 한다. 이러한 종류의 과보로서의 마음이 '욕계 아름다운 마음에 속한 욕계 과보의 마음 8가지'와 '색계 과보의 마음 5가지'와 '무색계 과보의 마음 5가지'와 '출세간의 과보의 마음 4가지'를 합한 총 22가지이다. 이 중에서 출세간의 과보의 마음 4가지는 3선근을 가지고 있지만  다른 18가지와는 달리 출세간에 속한 것이기 때문에 후유를 낳지 않는다. 즉, 선한 업도 쌓지 않는다. 선한 업에 비할 수 없는 출세간의 지혜 즉 무루의 지혜 즉 완전한 깨달음의 힘 즉 진여의 무분별지가 더욱 더 잘 발현되게 한다. 따라서 선한 '업'을 더 쉽게 쌓을 수 있게 한다는 측면에서는 18가지가 있다.
- 인과법칙(업과 업의 과보)의 진행에서 반드시 필요하여 자연적으로 일어나는 마음들로서, 새로운 결과를 낳는 원인인 업을 쌓지 않고 단지 작용만 하는 마음들이 있다. (cf. 심불상응행법)

욕계 · 색계 · 무색계의 3계 중 오직 욕계에만 불선 즉 해로움이 존재하기 때문에, '원인 없는 해로운 과보의 마음'의 경우  '원인 없는'이라는 단어를 생략한 '해로운 과보의 마음'이라는 용어를 전통적으로 사용한다. 욕계 · 색계 · 무색계의 3계 중 욕계는 선(유익함) · 불선(해로움) · 무기(유익하지도 해롭지도 않음)의 세 가지가 모두 있으며, 색계와 무색계에는 선과 무기만 존재한다.

## 목록
원인 없는 마음 18가지
- 해로운 과보의 마음 7가지
  1. 평온[捨受]이 함께한 안식
  2. 평온[捨受]이 함께한 이식
  3. 평온[捨受]이 함께한 비식
  4. 평온[捨受]이 함께한 설식
  5. 고통[苦受]이 함께한 신식
  6. 평온[捨受]이 함께한 받아들이는 마음
  7. 평온[捨受]이 함께한 조사하는 마음
- 원인 없는 유익한 과보의 마음 8가지
  1. 평온[捨受]이 함께한 안식
  2. 평온[捨受]이 함께한 이식
  3. 평온[捨受]이 함께한 비식
  4. 평온[捨受]이 함께한 설식
  5. 즐거움[樂受]이 함께한 신식
  6. 평온[捨受]이 함께한 받아들이는 마음
  7. 기쁨[喜受]이 함께한 조사하는 마음
  8. 평온[捨受]이 함께한 조사하는 마음
- 원인 없는 작용만 하는 마음 3가지
  1. 평온[捨受]이 함께한 오문전향의 마음
  2. 평온[捨受]이 함께한 의문전향의 마음
  3. 기쁨[喜受]이 함께한 미소 짓는 마음

## 해로운 과보의 마음
1. 평온[捨受]이 함께한 안식
2. 평온[捨受]이 함께한 이식
3. 평온[捨受]이 함께한 비식
4. 평온[捨受]이 함께한 설식
5. 고통[苦受]이 함께한 신식
6. 평온[捨受]이 함께한 받아들이는 마음
7. 평온[捨受]이 함께한 조사하는 마음

아비담마에 따르면, 과거의 불선(해로운 말과 생각과 행위)으로 인해 불선업(해로운 업)이 쌓이고, 이렇게 쌓인 불선업(해로운 업)으로 인해 현재와 미래에 마음에 들지 않는 법(존재 · 현상)들과 만나게 되고, 이 때 해로운 과보의 마음 즉 '불선업(해로운 업)의 과보로서의 마음'이 인식과정에서 불가피하게 발생한다. 그리고 모든 마음은 반드시 5수 중의 하나와 함께하는데, 이 마음은 비록 그 대상이 마음에 들지 않는 법(존재 · 현상)이지만  아직 그 대상을 선한 것이거나 불선한 것, 즉, 유익한 것이거나 해로운 것으로 알지 못하는 상태이기 때문에 대부분 5수 중 사수(평온, 괴롭지도 즐겁지도 않은 느낌)와 함께한다. 다만, 신식은 고수(고통, 괴로운 느낌)와 함께한다.

## 원인 없는 유익한 과보의 마음
1. 평온[捨受]이 함께한 안식
2. 평온[捨受]이 함께한 이식
3. 평온[捨受]이 함께한 비식
4. 평온[捨受]이 함께한 설식
5. 즐거움[樂受]이 함께한 신식
6. 평온[捨受]이 함께한 받아들이는 마음
7. 기쁨[喜受]이 함께한 조사하는 마음
8. 평온[捨受]이 함께한 조사하는 마음

과거의 선(유익한 말과 생각과 행위)으로 인해 선업(유익한 업)이 쌓이고, 이렇게 쌓인 선업(유익한 업)으로 인해 현재와 미래에 마음에 드는 법(존재 · 현상)들과 만나게 되고, 이 때 유익한 과보의 마음 즉 '선업(유익한 업)의 과보로서의 마음'이 인식과정에서 불가피하게 발생한다. 그리고 모든 마음은 반드시 5수 중의 하나와 함께하는데, 이 마음은 비록 그 대상이 마음에 드는 법이지만 아직 그 대상을 선한 것이거나 불선한 것, 즉, 유익한 것이거나 해로운 것으로 알지 못하는 상태이기 때문에 대부분 5수 중 사수(평온, 괴롭지도 즐겁지도 않은 느낌)와 함께한다. 다만, 신식은 낙수(즐거움, 즐거운 느낌)와 함께한다. 그리고 쌓인 선업이 아주 선하여(유익하여) 접촉하게 된 대상이 아주 좋은 것일 경우 '기쁨[喜受]이 함께한 조사하는 마음'이 발생하고 아주 좋은 것이 아닐 경우 '평온[捨受]이 함께한 조사하는 마음'이 발생한다.

## 원인 없는 작용만 하는 마음
1. 평온[捨受]이 함께한 오문전향의 마음
2. 평온[捨受]이 함께한 의문전향의 마음
3. 기쁨[喜受]이 함께한 미소 짓는 마음

오문전향의 마음과 의문전향의 마음은 인식과정에서 발생하는 작용만 하는 마음이다. 미소 짓는 마음은  붓다나 아라한에게서만 일어나는 것으로 그들이 증득한 깨달음으로 인해 깨달음 이전에는 고(苦)와 집(集)이였던 욕계의 사물에 의해 더 이상 휘둘리지 않는 상태에 도달함에 따라 욕계의 대상에 대해 즐거운 정신적 느낌[喜受]과 더불어 미소 짓는 마음이다. (참고: 염화미소)
아비담마에 따르면, 인식과정 중에는, 감각적 대상 즉 전5식의 대상 즉 색경 · 성경 · 미경 · 향경 · 촉경이 해당하는 근 즉 안근 · 이근 · 비근 · 설근 · 신근 앞에 나타나면 오문전향(五門轉向)의 마음이 일어나서 이후의 마음의 흐름이 그 대상으로 흐르게 한다. 이 단계들을 포함한 감각적 대상의 인식과정을 색경 · 안근 · 안식을 예로 하여 감각적 대상을 대략적으로 알게 되기까지의 6단계를 기술하면 다음과 같다. 한편, 아비담마에 따르면 그 감각적 대상을 세부적으로 명확히 인식하기까지에는 이후 여러 단계가 더 진행된다.
1. 색경(색깔과 모양) 즉 '18계 중 색계'에 속한 한 감각적 대상이 눈(안근) 즉 '18계 중 안계' 앞에 나타난다.
2. '오문전향의 마음' 즉 의근 즉 '18계 중 의계'가 일어나서 이후의 마음의 흐름, 즉, 이 경우에는 안식의 흐름이 그 감각적 대상으로 흐르게 한다.
3. 안식 즉 '안근의 알음알이' 즉  '눈의 알음알이' 즉 '18계 중 안식계'가 감각적 대상을 본다. 즉, 안식이 자신의 본질인 봄 즉 '보는 작용'을 행한다.
4. '받아들이는 마음' 즉 의근 즉 '18계 중 의계'가 일어나서 바로 앞 단계에서 발생한 식의 대상, 즉, 여기서는 안식의 대상, 즉, 감각적 대상을 받아들인다.
5. '조사하는 마음' 즉 의식 즉 제6의식 즉 '의근의 알음알이' 즉 '18계 중 의식계'가 일어나서 감각적 대상을 조사한다.
6. '의문전향의 마음' 즉 의식 즉 제6의식 즉 '의근의 알음알이' 즉 '18계 중 의식계'가 일어나서 그 감각적 대상이 좋은지 나쁜지 결정한다. 이 때의 의문전향의 마음을 다른 이름으로는 '결정하는 마음'이라고 한다. 즉, 이 단계에서 그 감각적 대상을 대략적으로 알게 된다. 즉, 대략적인 인식이 발생한다. 이 인식과 더불어 이 단계에서 느낌이 고수 · 낙수 · 불고불락수의 3수 중 하나로 확정된다. 또는, 보다 세밀하게는, 고수 · 낙수 · 희수 · 우수 · 사수의 5수 중 하나로 확정된다. 의문전향의 마음 그 자체는 언제나 사수와 함께하지만 이후의 마음은 확정된 느낌과 함께한다.
7. 이후 그 감각적 대상을 세부적으로 명확히 인식하기까지의 여러 단계가 진행된다.

아비담마에 따르면, 인식과정 중에는, 정신적 대상이 의근 즉 '18계 중 의계' 앞에 나타나면 의문전향(意門轉向)의 마음이 일어나서 이후의 마음의 흐름이 그 대상으로 흐르게 한다. 이 단계까지의 2단계를 기술하면 다음과 같다. 한편, 아비담마에 따르면 그 정신적 대상을 세부적으로 명확히 인식하기까지에는 이후 여러 단계가 더 진행된다.
1. 법경 즉 '18계 중 법계'에 속한 한 정신적 대상이 의근 즉 '18계 중 의계' 앞에 나타난다.
2. '의문전향의 마음' 즉 '의식' 즉 제6의식 즉 '의근의 알음알이' 즉 '18계 중 의식계'가 일어나서  이후의 마음의 흐름, 즉, 이 경우에는 의식의 흐름 즉 제6의식의 흐름이 그 정신적 대상으로 흐르게 한다. 이 단계에서 느낌이 고수 · 낙수 · 불고불락수의 3수 하나로 확정된다. 보다 정확히는,  고수 · 낙수 · 희수 · 우수 · 사수의 5수 중 정신적 느낌인 희수 · 우수 · 사수 중 하나로 확정된다. 의문전향의 마음 그 자체는 언제나 사수와 함께하지만 이후의 마음은 확정된 느낌과 함께한다.
3. 이후 그 정신적 대상을 세부적으로 명확히 인식하기까지의 여러 단계가 진행된다.